# Tommy Lee

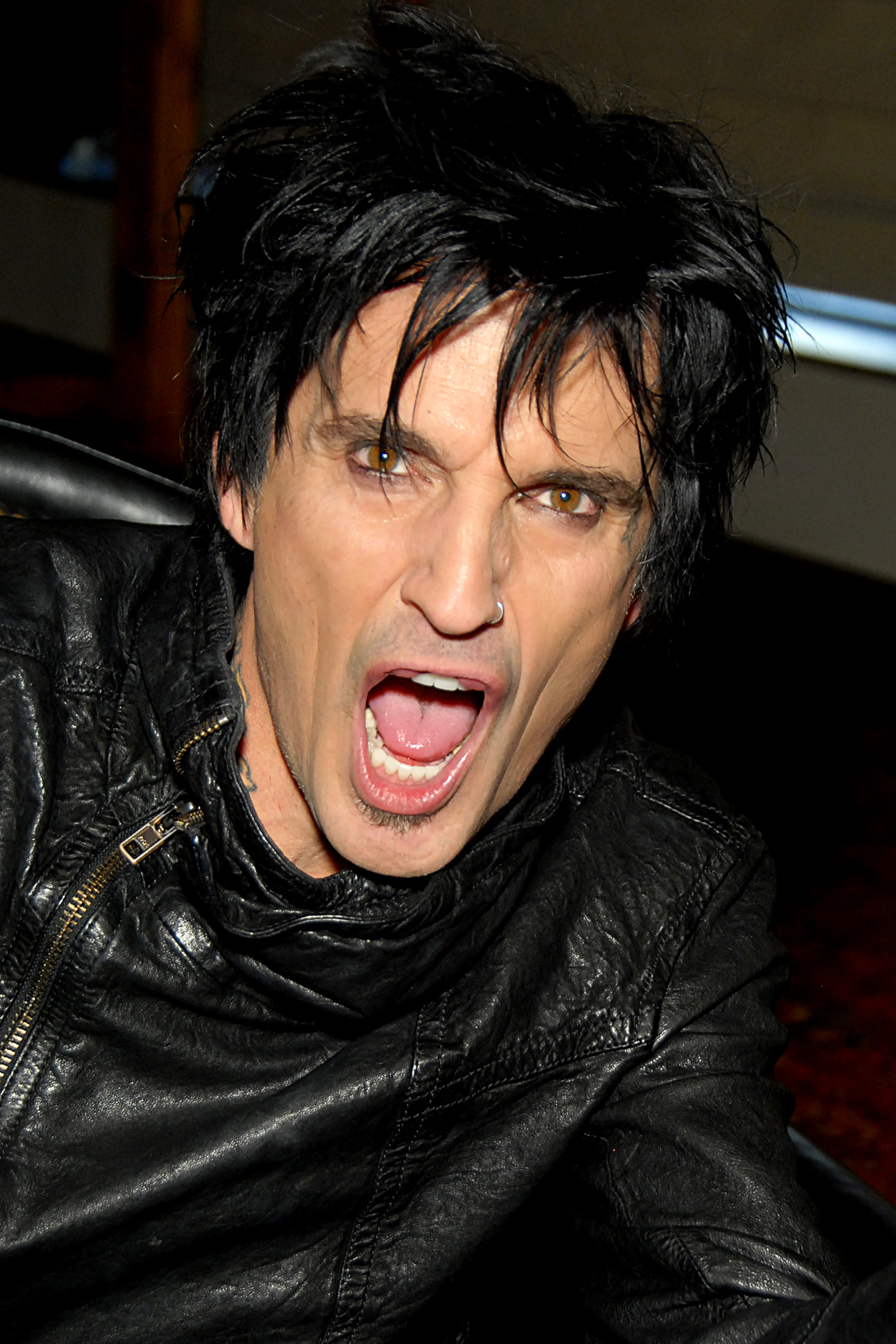
Tommy Lee, 2012.

Thomas Lee Bass, mer känd som Tommy Lee, född 3 oktober 1962 i Aten i Grekland, är en grekisk-amerikansk trummis, ursprungsmedlem i musikgruppen Mötley Crüe. Han flyttade till Kalifornien vid ett års ålder. Lee har varit gift med fotomodellen Elaine Starchuk och skådespelarna Heather Locklear (1986–1993) och Pamela Anderson (1995–1998). Med Pamela Anderson har han två barn, Brandon och Dylan.

## Musikkarriär
Tommy Lee är trummis i Mötley Crüe och var med och grundade bandet tillsammans med Nikki Sixx 1981. Vid sidan om Mötley Crüe har han även soloprojektet Methods of Mayhem. I Methods of Mayhem medverkar flera kända sångare, exempelvis Fred Durst från Limp Bizkit.

## Andra projekt
Tommy Lee har drivit ett eget TV-bolag, Tommy TV, och medverkat som en av huvudpersonerna i en egen TV-show kallad Rock Star Supernova.